# Христофор Шверніцький
Христофор Шверніцький (пол. Krzysztof Maria Szwermicki; (1814 — 1894) — польський католицький священник з Конгрегації Непорочного зачаття Пресвятої Діви Марії, в 1849 засланий в Іркутськ, де став настоятелем найбільшого за розмірами території римсько-католицького приходу в світі (від Північного Льодовитого океану до Китаю). У 1888 папа римський Лев XIII назвав його Апостолом Сибіру, а на 50-річчя священства він подарував йому золоту чашу та обшитий золотом міссал.

## Життя
Христофор Шверніцький народився 8 вересня 1814 в селі Варнупяни, недалеко від Маріямпіль, в збіднілої знатної родини Адама і Катерини (до шлюбу Воцлавської). При хрещенні батьки назвали його Йосипом (Юзефом) і виховали в патріотичній атмосфері. У 7 років він почав навчатися в школі в Маріямполі, після закінчення трирічної початкової школи, в 1824 році він вступив у Латинську вищу школу, гімназію, якою керував Орден Маріан. 
Під час Польського повстання (1830—1831) Шверніцький був солдатом уланівського полку, був двічі поранений: у битві під Сточеком і Новою Весью. Поразка повстання застала його у лікарні в Пулавах, де він лікувався після поранень. Одужавши, він вступив до Маріанського ордену, де закінчив серединну школу, потім почав навчання в семінарії. В ордені прийняв чернече ім'я Христофор Марія (пол. Krzysztof 24 грудня 1837 був висвячений на священника єпископом Павлом Страшиньскім в Сейнах. Протягом наступних років він працював з глухими в Варшаві, де надав допомогу в створенні Інституту Глухих і там же освоював методику роботи з ними. Після повернення в Маріямполя побудував там подібний інститут.
У 1844 році він став настоятелем монастиря в Маріамполі, який став важливим центром національного руху. Монахи залучились до ввезення забороненої патріотичної літератури з Пруссії та Франції..У 1846 був заарештований і ув'знений в Олександрівську цитадель у Варшаві, де пробув п'ять років, був підданий суворому слідству без можливості захисту. 28 серпня 1850 р . за вироком військового суду він був засуджений до безстрокових каторжних робіт у Сибіру. Пізніше цей вирок було змінено на проживання в Іркутській губернаторії під наглядом поліції не позбавляючи засудженого цивільних та священницьких прав. 14 травня 1852 року він прибув до Іркутська, де мав відправляти духовну службу в місцевому костелі. З початку допомагав літньому о. Гаціцькому, а після його смерті (1856 р) він став настоятелем парафії Вознесіння Діви Марії в Іркутську, яка на той час була найбільшою католицькою парафією у світі (від Арктики до кордону з Китаєм).
У 1855 Шверніцкому було дано дозвіл на повернення на батьківщину, але він вирішив залишитися в Іркутську і допомагати засланим полякам підтримувати їх віру і надію. Регулярно відвідував своїх прихожан. У 1859, з дозволу Генерал-губернатора Миколи Муравйова, він подорожував Сибіром, щоб забезпечити духовну турботу про католицьких солдатах. Свої враження і спостереження він описував у своєму Щоденнику подорожі по Сибіру. 27 листопада 1866 р. О. Шверніцький провів останню службу засудженим до смерті учасникам Кругобайкальського повстання.
У 1881—1885 рр. Шверніцький побудував новий костел в Іркутську, тому що колишній дерев'яний костел згорів підчас великої пожежі Іркутська 1879 року, в новому костелі була встановлена фісгармонія, виготовлена на фабриці Дебена в Парижі. У 1885 р. архієпископ Олександр Гінтовт-Дзевалтовський прийняв його відставку через погане самопочуття. У 1886 р. Шверніцький відновив обов'язки парафіяльного священника через те, що його наступник не дійшов до Іркутська. Він також збудував, а потім керував притулком для дітей засланих поляків.

У січні 1894 Шверніцький став жертвою нападу у власному домі та був жорстоко побитий бандитами. Він так і не зміг оговтатися від отриманих травм. Помер 26 листопада 1894 року, а 3 грудня похований в Іркутську на Єрусалимському кладовищі.

## Вислови сучасників
Через шість років після його смерті, Бенедикт Дибовський сказав про нього: 
|  | Будучи протягом 40 років настоятелем однієї із найбільших католицьких парафій в Сибіру він бачив мало щастя серед своїх (прихожан), але навпаки був свідком безперервних страждань і тяжкої бідності, багатьох гірких сліз, а нерідко і сумніви. Будучи постійно серед нещасть він не був ніколи байдужим спостерігачем, навпаки, він глибоко співпереживав муках вигнанницького життя і в міру своїх сил і можливостей полегшував страждання, несучи всюди, крім матеріальної допомоги також і розраду духовну разом з тією тихою іскрою надії, яка одна тільки й здатна вберегти людину від сумнівій і відчаю |

## Нагороди
- в 1857 — Медаль «В пам'ять війни 1853—1856» ;
- в 1870 — Орден Святого Станіслава третього ступеня;
- в 1879 — Орден Святої Анни третього ступеня[3]
- в 1888 — Папа Римський Лев XIII назвав його Апостол Сибіру.